# Thỏ Bunyoro
Poelagus marjorita là một loài động vật có vú trong họ Leporidae, bộ Thỏ. Loài này được St. Leger mô tả năm 1929.